# 19 جمادى الآخرة
- السبت
- الأحد
- الاثنين
- الثلاثاء
- الأربعاء
- الخميس
- الجمعة

- 2830 نوفمبر 2024
- 291 ديسمبر 2024
- 12 ديسمبر 2024
- 23 ديسمبر 2024
- 34 ديسمبر 2024
- 45 ديسمبر 2024
- 56 ديسمبر 2024
- 67 ديسمبر 2024
- 78 ديسمبر 2024
- 89 ديسمبر 2024
- 910 ديسمبر 2024
- 1011 ديسمبر 2024
- 1112 ديسمبر 2024
- 1213 ديسمبر 2024
- 1314 ديسمبر 2024
- 1415 ديسمبر 2024
- 1516 ديسمبر 2024
- 1617 ديسمبر 2024
- 1718 ديسمبر 2024
- 1819 ديسمبر 2024
- 1920 ديسمبر 2024
- 2021 ديسمبر 2024
- 2122 ديسمبر 2024
- 2223 ديسمبر 2024
- 2324 ديسمبر 2024
- 2425 ديسمبر 2024
- 2526 ديسمبر 2024
- 2627 ديسمبر 2024
- 2728 ديسمبر 2024
- 2829 ديسمبر 2024
- 2930 ديسمبر 2024
- 3031 ديسمبر 2024
- 11 يناير 2025
- 22 يناير 2025
- 33 يناير 2025

19 جُمادى الآخرة أو 19 جُمادی‌ الثانية أو يوم 19 \ 6 (اليوم التاسع عشر من الشهر السادس) هو اليوم السابع والستون بعد المائة (167) من أيَّام السنة (أو الثامن والستون بعد المائة لو كان شهر ربيع الآخر مُتممًا لليوم الثلاثين أو التاسع والستون بعد المائة لو أتم كلًا من صفر وربيع الآخر ثلاثين يومًا) وفق التقويم الهجري القمري (العربي). يبقى بعده 187 أو 188 يومًا لانتهاء السنة.

## أحداث
- 1326 هـ - الشيخ الهاشمي المالكي يصدر أول صحيفة هزلية في تونس بعنوان أبو قشة، وهذا الاسم يعني القرد في لغة أهل الجنوب التونسي، وكان هدفها الإصلاح الديني والاجتماعي حسب تعاليم جمال الدين الأفغاني، ومقاومة الاستعمار الفرنسي. واستعمل الهاشمي الشعر الملحون لأول مرة في الصحافة التونسية.
- 1346 هـ - توقيع العراق لمعاهدة مع بريطانيا، تضمنت الاعتراف باستقلال العراق، والوعد بتأييد انضمام العراق إلى عصبة الأمم المتحدة بعد 5 سنوات، وفي مقابل ذلك تمنح العراق بريطانيا ثلاث قواعد جوية جديدة، وأن يقوم الضباط البريطانيين بتدريب الجيش.
- 1389 هـ - قيام ثورة الفاتح في ليبيا بقيادة العقيد معمر القذافي، حيث أعلن ممثل الأسرة المالكة «حسن الرضا» ولي العهد التنازل عن العرش؛ وكان الملك «إدريس الأول» ساعتها في زيارة استجمام في تركيا واليونان.
- 1430 هـ -
  - إجراء الانتخابات الرئاسية في إيران، وهي عاشر انتخابات رئاسية تجرى فيها منذ الثورة الإسلامية، وتنافس فيها الرئيس المنتهيه ولايته محمود أحمدي نجاد ومهدي كروبي ومير حسين موسوي ومحسن رضائي.
  - اغتيال النائب في مجلس النواب العراقي عن جبهة التوافق حارث العبيدي عقب أدائه صلاة الجمعة وذلك على يد فتى في الخامسة عشرة من العمر.
- 1431 هـ - إجراء انتخابات التجديد النصفي لمجلس الشورى المصري.
- 1436 هـ -
  - محكمةٌ فدراليَّة تُصدرُ قراراها باعتبار جوهر تسارناييڤ مُذنبًا بِثلاثين تُهمة تتعلَّق بتفجيري ماراثون بوسطن، وهذه الإدانة تجعله مؤهلًا لعقوبة الإعدام.
  - قراصنة على الإنترنت من تنظيم الدولة الإسلامية (داعش) يقطعون بث قناة تي في 5 موند الفرنسية ويتحكمون في مواقعها بالإنترنت.
- 1438 هـ - ملك المغرب محمد السادس يعين سعد الدين العثماني رئيساً للحكومة المغربية خلفاً لعبد الإله بن كيران.

## مواليد
- 1284 هـ - ناصر حسين الهندي، رجل دين شيعي.
- 1317 هـ - فرحات عباس، سياسي وثوري جزائري.
- 1320 هـ - روح الله الموسوي الخميني، رجل دين وسياسي إيراني.
- 1342 هـ - رؤوف دنكطاش، سياسي قبرصي.
- 1360 هـ - أحمد خليل، ممثل مصري.
- 1370 هـ - بوران درخشندة، مخرجة ومنتجة أفلام وكاتبة سيناريو إيرانية.
- 1387 هـ - فجر السعيد، كاتبة كويتية.
- 1400 هـ - مصطفى النجار، طبيب أسنان وسياسي مصري.
- 1403 هـ - إبراهيم الخير الله، فنان وكاتب كوميدي سعودي.

## وفيات
- 431 هـ - ابن الهيثم، عالم رياضيات وبصريات وفلكي وفيزيائي مسلم.
- 569 هـ - أحمد بن علي الحسيني البغدادي، الم مسلم وأديب وشاعر عراقي.
- 910 هـ - إيزابيلا الأولى، ملكة قشتالة وليون وصقلية.
- 1322 هـ - عبد السلام بن محمد العلمي، عالم مغربي.
- 1426 هـ - حسين بن محمد الخليفة، فقيه جعفري ومدرس ديني سعودي.
- 1430 هـ - حارث العبيدي، نائب عراقي.
- 1431 هـ - عبد الله بن عبد الرحمن الغديان، عضو هيئة كبار العلماء السعودية.
- 1442 هـ - عبد الستار قاسم، كاتب ومفكر ومحلل سياسي وأكاديمي فلسطيني.

## وصلات خارجية
- موقع قصة الإسلام: حدث في شهر جُمادى الآخرة.